# Ирски језик
Ирски (ир. Gaeilge / Gaedhilge), познат и као ирски гелски или ирски гаелски или само као гелски или гаелски, један је од два службена језика у Ирској, поред енглеског. Припада келтској грани индоевропских језика и најстарији је у тој групи.
Карактеристично за њега је да има 2 падежа — номинатив и генитив, док се датив појављује само у једнини женског рода.
Иако је овај језик, са бројним дијалектима, некада говорила целокупна ирска популација, данас га (у свакодневном говору) употребљава свега 30-так хиљада Ираца, који махом живе у западним деловима земље, Гелтахту.
Од 1922. године био је обавезан језик у државним школама. Но, лаганом гашењу ирског језика ишла је на руку и одлука политичког врха земље да, као службени језик комуникације у Европској унији, Ирска користи енглески језик. Међутим, од 1. јануара 2007, ирски језик је постао, заједно са бугарским и румунским језиком, службени језик Европске уније.

## Пример текста
Члан 1 Универзалне декларације о људским правима
Saolaítear na daoine uile saor agus comhionann ina ndínit agus ina gcearta. Tá bua an réasúin agus an choinsiasa acu agus dlíd iad féin d'iompar de mheon bráithreachais i leith a chéile.
Превод:
Сва људска бића се рађају слободна и једнака по достојанству и правима. Обдарена су разумом и савешћу, и треба да се односе једна према другима у духу братства.